# 翅柄球菊
翅柄球菊（学名：Epaltes divaricata）是菊科鹅不食草属的植物。分布在印度尼西亚、越南、印度、斯里兰卡以及中国大陆的海南等地，多生长于旷野以及田中，目前尚未由人工引种栽培。